# Maria Oikonomou
Maria Oikonomou (griechisch Μαρία Οικονόμου [ikɔˈnɔmu], auch Maria Oikonomou-Meurer; * 1968 in Ioannina, Griechenland) ist eine griechische Neogräzistin und Universitätsassistentin an der Universität Wien.

## Leben
Nach dem Studium der Philologie an der Universität Ioannina (1986–1990) und dem Studium der Allgemeinen und Vergleichenden Literaturwissenschaft, Italienischen Philologie und Theaterwissenschaften an der Ludwig-Maximilians-Universität München (1992–1998), das sie mit dem Magister Artium abschloss, begann sie ein Promotionsstudium an der Aristoteles-Universität Thessaloniki in den Fächern Allgemeine und Vergleichende Literaturwissenschaft und Neogräzistik, das sie 2004 mit dem Erwerb des Doktorgrades abschloss.
Inzwischen war sie bereits von 2001 bis 2007 als Wissenschaftliche Mitarbeiterin am Institut für Byzantinistik, Byzantinische Kunstgeschichte und Neogräzistik der Ludwig-Maximilians-Universität München tätig und hat von 2004 bis 2009 an der Organisation und Durchführung des Fernaufbaustudiums „Europäische Literatur und Kultur“ der Aristoteles-Universität Thessaloniki mitgewirkt.
Im Wintersemester 2007/08 hatte sie eine Gastprofessur am Institut für Byzantinistik und Neogräzistik der Universität Wien, seither ist sie ebendort Universitätsassistentin. Sie arbeitet an einem Habilitationsprojekt zur Poetik der Migration am Beispiel neugriechischer Literatur.

## Forschungsschwerpunkte
Oikonomou arbeitet zur neugriechischen Literatur des 19. und 20. Jahrhunderts, zur Migrationsforschung, zur Mythenrezeption und -theorie, zur Intermedialität und Translatologie.

## Schriften (Auswahl)
- Kein Held, kein Lied. Re-Lektüren der Homerischen Odyssee im 20. Jahrhundert. Thessaloniki, 2004.
- (mit Marie-Elisabeth Mitsou): Reflexionen. Essays neugriechischer Autoren. München: Ars Una 2005 (Münchener Neugriechische Schriften, Bd. 1).
- (mit Ulrich Meurer und Marie-Elisabeth Mitsou): Perseus’ Schild – Griechische Frauenbilder im Film. München: Ars Una 2008 (Münchener Schriften zur Neogräzistik, Bd. 4).
- (mit Ulrich Meurer): Fremdbilder. Auswanderung und Exil im internationalen Kino. Transcript, Bielefeld 2009.
- (mit Maria Stassinopoulou, Ioannis Zelepos): Griechische Dimensionen südosteuropäischer Kultur seit dem 18. Jahrhundert. Peter Lang, Wien 2011.
- (mit Ulrich Meurer): Übersetzung und Film. Das Kino als Translationsmedium. Transcript, Bielefeld 2012.
- Κουπιά και φτερά. Ο μύθος της Οδύσσειας στη λογοτεχνία και στον κινηματογράφο του μοντερνισμού. Nefeli, Athen 2016. („Ruder und Flügel. Der Mythos der Odyssee in der Literatur und im Kino des Modernismus“)